# Адам Новотний

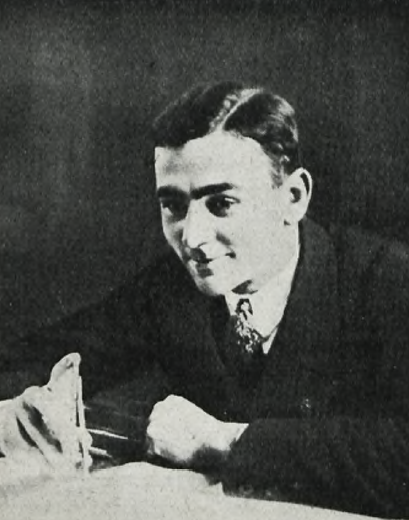
Адам Новотний

А́дам Ново́тний (пол. Adam Nowotny; нар. ?, пом. 13 липня 1934, Львів) — польський інженер, дизайнер і конструктор літаків, пілот.

## Біографія
Проходив військову службу в Дембліні. Разом з керівником Центру підготовки офіцерів авіації інженером Ярославом Належкевичем створили проект планера NN-1, який був побудований у кінці 1931 року. Крім того, він створив модель NN-2. Він був також автором планера ITS-V 1931 року. У 1932 році був автором проекту літака Ny-4. Також він був конструктором авіаційного двигуна Walter NZ. Служив технічним директором Інституту планеризму у Львові. Під його керівництвом випускався «Львівський журнал авіації».
У липні 1934 року під час випробування експериментального планера SG-3 він впав і розбився в аеропорту Skniłowie. Після аварії він був у непритомному стані в лікарні. Помер у результаті травм 13 липня 1934 року у Львові.